# 최강희 (배우)
최강희(1977년 5월 5일 ~ )는 대한민국의 배우이다.

## 생애
고등학교 3학년 때인 1995년 《신세대 보고 - 어른들은 몰라요 》를 통해 배우로서 데뷔하여 인지도를 쌓아간 그는 MBC TV 청소년 드라마 《나》를 통해 함께 주연을 맡았던 김수근, 송은영 등과 함께 청소년들에게 엄청난 큰 인기를 얻게 되었다.(MBC는 평일 저녁시간 방송이었으나,학교 수업시간 때문에 방송을 시청할 수 없었던 학생들의 빗발친 요구로 재방송까지 편성해야 했다.)
1998년 공포영화로 큰인기를 얻었던 
영화 《여고괴담》으로 스크린에 데뷔하였는데, 이때 최강희의 바운스씬은 대한민국 공포영화의 최고 명장면중 하나로 지금까지도 다양한 매체를 통해 소개되고 있다.(1998년 여고괴담을 비롯한 몇몇 단만극에 출연할 때 잠깐 최세연이라는 예명을 사용한 적이 있다.)
그후 다양한 작품활동을 하며 연기내공을 쌓아간 그는 대한민국 학원물 미니시리즈의 정점을 찍은 1999년 KBS 드라마 《학교》에 주인공 이민재 역으로 출연하였는데, 함께 출연한 배두나,장혁,안재모,양동근 등과 함께 드라마의 성공을 이끌게 된다.(이후 KBS 학교 시리즈는 신인들의 필수 출연코스로 자리잡았다.)
2004년 MBC 드라마 《단팥빵》에서 주연을 맡으며 '단팥빵 철인'이라는 새로운 단어를 만들어내며 많은 사랑을 받았는데, 《단팥빵》을 통해 청소년 스타에서 끝나지 않고 다양한 세대로부터 사랑받는 배우로 인정받게 되었다. 또한《최강희의 볼륨을 높여요》 (2004~2006)를 통해 라디오 DJ로도 활동하며 ‘강짱’이라는 애칭을 얻을 정도로 큰 인기를 모았다.
2006년 영화 《달콤, 살벌한 연인》의 흥행으로 영화계의 블루칩으로 떠오르며 아역 출신, 청순가련 이미지라는 꼬리표를 떼고 개성파 배우로서 재조명받기 시작했다. 30대 직장 여성들의 일과 사랑을 그린 드라마 《달콤한 나의 도시》에서는 트렌디하면서도 개성 있는 모습으로 이른바 ‘최강희 스타일’을 선보이며 패셔니스타로도 자리매김했다. 2009년 영화 《애자》와 2010년 영화 《쩨쩨한 로맨스》가 연이어 흥행에 성공하며 충무로 원톱 배우로서의 입지를 다졌다.
2011년 KBS 새해 개편으로 2011년 1월 1일부터 《최강희의 볼륨을 높여요》를 다시 시작했고 가을 개편을 통해 2011년 11월부터 2012년 11월까지는 《최강희의 야간비행》의 진행을 맡았다.

## 선행 활동
- 1999년 골수 기증 희망에 서약하였으며, 2007년 조건이 맞는 환자가 생겼다는 연락에 골수를 기증하면서 많은 사람에게 귀감이 되었다. 국내에서 골수 기증을 한 연예인은 최강희가 최초였다.
- 2006년 헌혈을 30번 이상 한 사람에게만 주어지는 ‘헌혈유공장 은장'을 수상했다.
- 2009년 에세이 발간 이후 수익금 전부인 5억 원을 기부했다.

## 연기 활동

### 영화
- 1998년 《여고괴담》 - 윤재이 역
- 2000년 《행복한 장의사》 - 소화 역
- 2001년 《와니와 준하》 - 소양 역
- 2006년 《달콤, 살벌한 연인》 - 이미나 역
- 2007년 《꽃미남 연쇄 테러사건》 - 영화 장면 역 (카메오)
- 2007년 《내 사랑》 - 주원 역
- 2009년 《애자》 - 박애자 역
- 2010년 《베스트셀러》 - 속삭임 역 (우정출연)
- 2010년 《쩨쩨한 로맨스》 - 다림 역
- 2013년 《미나문방구》 - 강미나 역
- 2014년 《그 사람 그 사랑 그 세상》 - 내레이션
- 2015년 《그녀의 전설》 (단편) - 유진 역
- 2016년 《순종》 - 내레이션

### 드라마

#### KBS
- 1995년 KBS 《신세대 보고 - 어른들은 몰라요 - 23회. 굿바이 도쿄》 (95.8.17.방송 / 단역)
- 1995년 KBS 《신세대 보고 - 어른들은 몰라요 - 30회. 가을날의 동화》- 세연 역 (95.10.19.방송 / 첫 주연 / 데뷔작)
- 1995년 KBS《신세대 보고 - 어른들은 몰라요 - 37회. 외출》- 장서연 역 (95.12.21.방송)
- 1996년 KBS 《신세대 보고 - 어른들은 몰라요 - 49회. 사랑의 묘약》- 이진선 역 (96.3.14.방송 / with 최민용)
- 1996년 KBS 《신세대 보고 - 어른들은 몰라요 - 51회. 나는 누구인가》- 한재희 역 (96.3.28.방송 / with 양동근)
- 1996년 KBS 《신세대 보고 - 어른들은 몰라요 - 65회. 이별여행》- 이서경 역 (96.7.11.방송 / with 양동근)
- 1996년 KBS 《드라마 게임 - 아들과 연인》- 채희주 역 (96.6.30.방송 / with 이영호)
- 1998년 KBS 《일요 베스트 - 지워지지 않을 그 연두빛》 - 난주 역
- 1998년 KBS 《전설의 고향 - 귀면살풍》
- 1998년 KBS 《종이학》 - 은서 역
- 2000년 KBS 《왕과 비》 - 연산군의 후궁 수근비 역
- 2001년 KBS 《학교 3 - 38화 처음처럼》 - 이민재 역 (우정출연)
- 2001년 KBS 《사랑은 이런거야》 - 오영아 역
- 2005년 KBS 《드라마시티 - 주택 개보수 작업 일지》 - 강도경 역
- 2017년 KBS 《추리의 여왕》 - 유설옥 역
- 2018년 KBS 《추리의 여왕 2》 - 유설옥 역
- 2018년 KBS 《드라마 스페셜 - 너무 한낮의 연애》 - 김양희 역
- 2021년 KBS 《안녕? 나야!》 - 반하니 역

#### MBC
- 1996년 MBC 《아이싱》
- 1996년 MBC 《청소년 드라마 "나"》 - 홍세연 역
- 1997년 MBC 《남자 셋 여자 셋》 - 고재숙[1] 역
- 1997년 MBC 《전원일기》
- 1998년 MBC 《베스트 극장 - 마을버스》 - 민주 역
- 1998년 MBC 《여자를 말한다 - 내 아내 수지에게》 - 박수지 역
- 1998년 MBC 《테마게임》
- 1998년 MBC 《해바라기》 - 신경외과 병동 간호사 이은주 역
- 2000년 MBC 《느낌이 좋아》 - 미수 역
- 2000년 MBC 《추석 특집극 2000 로미오와 줄리엣》 - 줄리엣 역
- 2002년 MBC 《맹가네 전성시대》 - 맹은자 역
- 2003년 MBC 《정전 50주년 특집극 - 2003 신 견우 직녀》 - 리연정 역
- 2004년 MBC 《단팥빵》 - 한가란 역
- 2001년 MBC 《베스트 극장 - 라임 향기처럼》 - 다큐멘터리 PD 영채 역
- 2005년 MBC 《떨리는 가슴 - 바람편》 - 수경 역
- 2005년 MBC 《이별에 대처하는 우리의 자세》 - 김근영 역
- 2007년 MBC 《고맙습니다》 - 차지민 역 (1화 우정출연)
- 2013년 MBC 《7급 공무원》 - 김서원 (김경자) 역
- 2015년 MBC 《화려한 유혹》 - 신은수 역

#### SBS
- 2000년 SBS 《행진》 - 최강희 역
- 2001년 SBS 《메디컬 센터 - 20화 산다는 것은...》
- 2001년 SBS 《오픈 드라마 남과 여 - 아빠 만들기》 - 경주 역
- 2001년 SBS 《신화》 - 전미선 역
- 2002년 SBS 《오픈 드라마 남과 여 - 거꾸로 가는 시계》 - 박혜경 역
- 2003년 SBS 《술의 나라》 - 송애령 역
- 2008년 SBS 《달콤한 나의 도시》 - 오은수 역
- 2011년 SBS 《보스를 지켜라》 - 노은설 역
- 2020년 SBS 《굿캐스팅》 - 백찬미 역

#### JTBC
- 2017년 JTBC 《한여름의 추억》 - 한여름 역

#### tvN
- 2015년 tvN 《하트 투 하트》 - 차홍도 역

## 연기 외 활동

### 텔레비전 프로그램
- KBS2 《TV는 사랑을 싣고》 (1999년)
- MBC 《행복주식회사》 (2004년)
- 올리브 TV 《강희의 6가지 중독》 (2008년)
- 올리브 TV 《리빙 뷰티: 강희의 컬러 판타지》 (2009년)
- SBS 《일요일이 좋다-런닝맨》 (54회) - 게스트
- KBS 《1박 2일》 (437~438회 강원도 춘천 낭만여행)
- tvN 《현장토크쇼 택시》 (104회)
- MBC 《황금어장-무릎팍도사》 (2009년 8월 26일)
- SBS 《미운 우리 새끼》 (186~187회) - 스페셜 MC
- JTBC 《아는형님》 (266회) - 게스트
- MBC 《전지적 참견 시점》 (282회, 297회,316회,321회,324회,333회,352회,358회) -게스트
- MBC 《라디오스타》 (870회) - 게스트
- KBS 《영화가 좋다》MC

### 라디오
- KBS COOL FM 《최강희의 볼륨을 높여요》 DJ (2004년 10월 18일 ~ 2006년 10월 8일, 2011년 1월 1일 ~ 11월 6일)
- KBS COOL FM 《최강희의 야간비행》 DJ (2011년 11월 7일 ~ 2012년 11월 4일)
- KBS COOL FM 《조윤희의 볼륨을 높여요》 스페셜 DJ (2017년 6월 19일 ~ 7월 2일)
- CBS 음악FM 《최강희의 영화음악》 DJ (2023년 11월 1일 ~ 현재)

### 뮤직 비디오
- 아담 - 〈할 수 있다면〉
- 손성훈 - 〈널 사랑하기에〉
- K - 〈가세요〉
- K - 〈처음으로〉
- 3 Boys - 〈바람둥이〉
- 업타운 - 〈올라올라〉

### 광고
- 경남제약 '레모나'
- 한국야쿠르트 '무스치노'
- 영풍문고
- 농심 햅쌀밥
- 의류 'o2Break'
- 롯데제과 '커피동자', '옥동자'
- 롯데칠성음료 '내 몸에 흐를 류'
- CONVERS 운동화
- CJ제일제당 '인델리 커리'
- AK몰
- 의류 'EnC'
- 아딸 떡볶이
- 한화손해보험 '백설공주'편
- 동서식품 포스트 '그래놀라' 시리얼
- 소망화장품 '오늘'
- 삼성전자 갤럭시노트 '최강희'편
- 존슨앤존스 아비노 쉬어하이드레이션
- 슈에무라 컬러아뜰리에
- 웨스트우드

## 저서
- 2009년 감성 포토 에세이《사소한 아이의 소소한 행복》 (북노마드)

## 수상 및 후보
| 연도 | 시상식                       | 부문                                | 작품                                  | 결과 |
| ---- | ---------------------------- | ----------------------------------- | ------------------------------------- | ---- |
| 1995 | 존슨즈                       | '깨끗한 얼굴'상                     | 빈칸                                  | 수상 |
| 1995 | 미스 레모나                  | 상큼상                              | 빈칸                                  | 수상 |
| 1996 | MBC 연기대상                 | 특별상 TV 부분 아역상               | 나                                    | 수상 |
| 1999 | KBS 연기대상                 | 여자 신인연기상                     | 학교, 광끼                            | 수상 |
| 2001 | 제22회 청룡영화상            | 여우조연상                          | 와니와 준하                           | 후보 |
| 2002 | KBS 연기대상                 | 여자 조연상                         | 사랑은 이런거야                       | 후보 |
| 2004 | MBC 연기대상                 | 여자 우수연기상                     | 단팥빵                                | 후보 |
| 2005 | KBS 연기대상                 | 여자 단막극상                       | KBS 드라마시티 - 주택 개보수 작업일지 | 후보 |
| 2006 | Timeless Beauty Awards       | 이 시대 가장 아름다운 여배우        | 빈칸                                  | 수상 |
| 2006 | 제13회 대한민국 연예예술상   | 라디오 진행상                       | 볼륨을 높여요                         | 수상 |
| 2006 | 제27회 청룡영화상            | 여우주연상                          | 달콤, 살벌한 연인                     | 후보 |
| 2008 | 제4회 브랜드 아카데미        | 여자 광고모델상                     | 빈칸                                  | 수상 |
| 2008 | 제6회 서울 사회복지대회      | 사회복지상                          | 빈칸                                  | 수상 |
| 2008 | SBS 연기대상                 | 드라마스페셜 부문 여자 연기상       | 달콤한 나의 도시                      | 수상 |
| 2009 | 제46회 대종상                | 여우주연상                          | 애자                                  | 후보 |
| 2009 | 제30회 청룡영화상            | 여우주연상                          | 애자                                  | 후보 |
| 2009 | 제30회 청룡영화상            | 인기스타상                          | 애자                                  | 수상 |
| 2010 | 제7회 맥스무비 최고의 영화상 | 올해의 여자배우상                   | 애자                                  | 후보 |
| 2010 | 제46회 백상예술대상          | 영화부문 여자 최우수연기상          | 애자                                  | 후보 |
| 2010 | 제46회 백상예술대상          | 영화부문 여자 인기상                | 애자                                  | 수상 |
| 2011 | 제8회 맥스무비 최고의 영화상 | 최고의 여자배우상                   | 쩨쩨한 로맨스                         | 수상 |
| 2011 | 제20회 부일영화상            | 여우주연상                          | 쩨쩨한 로맨스                         | 후보 |
| 2011 | 제48회 대종상                | 여우주연상                          | 쩨쩨한 로맨스                         | 후보 |
| 2011 | 제32회 청룡영화상            | 여우주연상                          | 쩨쩨한 로맨스                         | 후보 |
| 2011 | 제32회 청룡영화상            | 인기스타상                          | 쩨쩨한 로맨스                         | 수상 |
| 2011 | 제8회 촛불상시상식           | 촛불상                              | 빈칸                                  | 수상 |
| 2011 | 제2회 이달의 나눔인          | 보건복지부 장관상                   | 빈칸                                  | 수상 |
| 2011 | SBS 연기대상                 | 베스트 커플상 (with 지성)           | 보스를 지켜라                         | 수상 |
| 2011 | SBS 연기대상                 | 10대스타상                          | 보스를 지켜라                         | 수상 |
| 2011 | SBS 연기대상                 | 드라마스페셜 부문 여자 최우수연기상 | 보스를 지켜라                         | 수상 |
| 2011 | SBS 연기대상                 | 네티즌 인기상                       | 보스를 지켜라                         | 수상 |
| 2013 | MBC 연기대상                 | 미니시리즈 부문 여자 최우수연기상   | 7급 공무원                            | 후보 |
| 2017 | KBS 연기대상                 | 미니시리즈 부문 여자 우수연기상     | 추리의 여왕                           | 후보 |
| 2017 | KBS 연기대상                 | 여자 최우수연기상                   | 추리의 여왕                           | 후보 |
| 2017 | KBS 연기대상                 | 베스트 커플상 (with 권상우)         | 추리의 여왕                           | 후보 |
| 2017 | KBS 연기대상                 | 여자 네티즌상                       | 추리의 여왕                           | 후보 |
| 2018 | KBS 연기대상                 | 미니시리즈 부문 여자 우수연기상     | 추리의 여왕 2                         | 후보 |
| 2018 | KBS 연기대상                 | 여자 최우수연기상                   | 추리의 여왕 2                         | 후보 |
| 2018 | KBS 연기대상                 | 베스트 커플상 (with 권상우)         | 추리의 여왕 2                         | 후보 |
| 2018 | KBS 연기대상                 | 여자 네티즌상                       | 추리의 여왕 2                         | 후보 |
| 2020 | SBS 연기대상                 | 장르‧액션 부문 여자 최우수연기상    | 굿캐스팅                              | 후보 |
| 2020 | SBS 연기대상                 | 여자 베스트캐릭터상                 | 굿캐스팅                              | 수상 |
| 2021 | KBS 연기대상                 | 미니시리즈 부문 여자 우수연기상     | 안녕? 나야!                           | 후보 |
| 2024 | MBC방송연예대상              | 여자 신인상                         | 전지적 참견 시점                      | 수상 |